# Mill Creek (dopływ Parrsboro River)
Mill Creek – strumień (creek) w kanadyjskiej prowincji Nowa Szkocja, w hrabstwie Cumberland, płynący w kierunku południowo-wschodnim i uchodzący do Parrsboro River; nazwa urzędowo zatwierdzona 31 maja 1944.